# JR Kobe-lijn
De JR Kobe-lijn  (JR神戸線; JR Kōbe-sen) is een spoorweglijn van de West Japan Railway Company (JR West). Het is de naam van het deel van de Tōkaidō en de Sanyō-lijnen, tussen Osaka en Himeji in de prefectuur Hyōgo. De lijn maakt deel uit van het netwerk van openbaar vervoer in de agglomeratie Osaka-Kobe-Kioto. 

## Geschiedenis
Er rijden sinds 1874 treinen op het traject van de JR Kobe-lijn, waarbij het stuk tussen Sannomiya en Kōbe het oudst is. Na meer dan 100 jaar, in 1988, besloot JR om het stuk tussen Osaka en Himeji te hernoemen tot de JR Kobe-lijn.

## Treinen
- Shinkaisoku (新快速, intercity) stopt in Osaka, Amagasaki, Ashiya, Sannomiya, Kobe, Akashi, Nishi-Akashi, Kakogawa en Himeji.
- Kaisoku (快速, sneltrein) stopt in Osaka, Amagasaki, Nishinomiya, Ashiya, Sumiyoshi, Rokkomichi, Sannomiya, Motomachi, Kobe, Hyōgo, Suma, Tarumi, Maiko, Akashi en elk station na Akashi.
- Futsu (普通, stoptrein) stopt tijdens de piekuren in elk station tot aan Kakogawa, tijdens de daluren tot aan Nishi-Akashi.

## Stations
| Station          | Japans       | Verbindingen | Wijk           | Stad        | Prefectuur |
| ---------------- | ------------ | --- | -------------- | ----------- | ---------- |
| Osaka            | 大阪         | JR West: JR Kioto-lijn, Osaka-ringlijn Hankyu: Hankyu Kioto-lijn, Hankyu Kobe-lijn, Hankyu Takarazuka-lijn Hanshin: Hanshin–lijn Metro van Osaka: Midosuji-lijn (M16), Yotsubashi-lijn (Y11), Tanimachi-lijn (T20) | Kita-ku        | Ōsaka       | Ōsaka      |
| Tsukamoto        | 塚本         | | Yodogawa-ku    | Ōsaka       | Ōsaka      |
| Amagasaki        | 尼崎         | JR West: JR Tozai-lijn, JR Takarazuka-lijn | Amagasaki      | Amagasaki   | Hyōgo      |
| Tachibana        | 立花         | | Amagasaki      | Amagasaki   | Hyōgo      |
| Koshienguchi     | 甲子園口     | | Nishinomiya    | Nishinomiya | Hyōgo      |
| Nishinomiya      | 西宮         | | Nishinomiya    | Nishinomiya | Hyōgo      |
| Sakura-Shukugawa | さくら夙川   | | Nishinomiya    | Nishinomiya | Hyōgo      |
| Ashiya           | 芦屋         | | Ashiya         | Ashiya      | Hyōgo      |
| Konan-Yamate     | 甲南山手     | | Higashinada-ku | Kōbe        | Hyōgo      |
| Settsu-Motoyama  | 摂津本山     | | Higashinada-ku | Kōbe        | Hyōgo      |
| Sumiyoshi        | 住吉         | Kobe Shinkōtsū: Rokkō-Eiland-lijn | Higashinada-ku | Kōbe        | Hyōgo      |
| Rokkomichi       | 六甲道       | | Nada-ku        | Kōbe        | Hyōgo      |
| Nada             | 灘           | | Nada-ku        | Kōbe        | Hyōgo      |
| Sannomiya        | 三ノ宮       | Hankyu: Hankyu Kobe-lijn Kōbe Kōsoku: Tōzai-lijn Hanshin: Hanshin–lijn Kobe Shinkōtsū: Port Island-lijn Metro van Kōbe: Seishin-Yamate-lijn (S03), Kaigan-lijn (K01)                                               | Chūō-ku        | Kōbe        | Hyōgo      |
| Motomachi        | 元町         | Kōbe Kōsoku: Tōzai-lijn Hanshin: Hanshin–lijn | Chūō-ku        | Kōbe        | Hyōgo      |
| Kōbe             | 神戸         | Kōbe Kōsoku: Tōzai-lijn Metro van Kōbe: Kaigan-lijn (K04) | Chūō-ku        | Kōbe        | Hyōgo      |
| Hyōgo            | 兵庫         | JR West: Wadamisaki-lijn | Hyōgo-ku       | Kōbe        | Hyōgo      |
| Shin-Nagata      | 新長田       | Metro van Kōbe: Seishin-Yamate-lijn (S09), Kaigan-lijn (K10) | Nagata-ku      | Kōbe        | Hyōgo      |
| Takatori         | 鷹取         | | Suma-ku        | Kōbe        | Hyōgo      |
| Suma-Kaihinkōen  | 須磨海浜公園 | | Suma-ku        | Kōbe        | Hyōgo      |
| Suma             | 須磨         | Sanyō: Sanyō-lijn (Station Sanyo Suma) | Suma-ku        | Kōbe        | Hyōgo      |
| Shioya           | 塩屋         | Sanyō: Sanyō-lijn (Station Sanyo Shioya) | Tarumi-ku      | Kōbe        | Hyōgo      |
| Tarumi           | 垂水         | Sanyō: Sanyō-lijn (Station Sanyo Tarumi) | Tarumi-ku      | Kōbe        | Hyōgo      |
| Maiko            | 舞子         | Sanyō: Sanyō-lijn (Station Maiko-Kōen) | Tarumi-ku      | Kōbe        | Hyōgo      |
| Asagiri          | 朝霧         | | Akashi         | Akashi      | Hyōgo      |
| Akashi           | 明石         | Sanyō: Sanyō-lijn (Station Sanyo Akashi) | Akashi         | Akashi      | Hyōgo      |
| Nishi-Akashi     | 西明石       | JR West: Sanyō Shinkansen | Akashi         | Akashi      | Hyōgo      |
| Okubo            | 大久保       | | Akashi         | Akashi      | Hyōgo      |
| Uozumi           | 魚住         | | Akashi         | Akashi      | Hyōgo      |
| Tsuchiyama       | 土山         | | Harima         | Harima      | Hyōgo      |
| Higashi-Kakogawa | 東加古川     | | Kakogawa       | Kakogawa    | Hyōgo      |
| Kakogawa         | 加古川       | JR West: Kakogawa-lijn | Kakogawa       | Kakogawa    | Hyōgo      |
| Hōden            | 宝殿         | | Takasago       | Takasago    | Hyōgo      |
| Sone             | 曽根         | | Takasago       | Takasago    | Hyōgo      |
| Himeji-Bessho    | ひめじ別所   | | Himeji         | Himeji      | Hyōgo      |
| Gochaku          | 御着         | | Himeji         | Himeji      | Hyōgo      |
| Himeji           | 姫路         | JR West: Sanyō Shinkansen, Bantan-lijn, Kishin-lijn Sanyō: Sanyō-lijn | Himeji         | Himeji      | Hyōgo      |